# Sonnenfinsternis vom 16. März 581 v. Chr.
Die Sonnenfinsternis vom 16. März 581 v. Chr. war eine ringförmige Sonnenfinsternis, die im nördlichen Afrika und Asien sichtbar war.

## Beschreibung
Der zentrale Schattenbereich begann im heutigen Tschad und verlief ostwärts über Sudan und Äthiopien über das südöstliche Gebiet der arabischen Halbinsel. Er überquerte danach den Iran, die Kaukasusstaaten Afghanistan, Turkmenistan, Usbekistan, Kirgisien und erreichte über Kasachstan russisches Gebiet. Die Finsternis endete schließlich im Norden Sibiriens,  im Mündungsgebiet des Jana.
(Die angegebene NASA-Quelle rechnet, wie in der Astronomie üblich, von unserer Zeit ausgehend eine gewisse Anzahl Jahre zurück und kommt auf das Jahr −580. Da das nicht-historische Jahr 0 darin enthalten ist, gehört dazu die historische Zeitangabe 581 v. Chr.)

## Historische Bemerkungen
Diese Sonnenfinsternis wurde als möglicher Kandidat für die vorhergesagte Sonnenfinsternis von Thales von Milet diskutiert. Doch wird allgemein angenommen, dass Thales die Sonnenfinsternis vom 28. Mai 585 v. Chr. vorhergesagt hatte, denn erstens weist die von Plinius gemachte Zeitangabe des vierten Jahres der 48. Olympiade auf 585/584 vor Chr. hin und zweitens berichtet Herodot, Thales habe angekündigt, dass der Tag zur Nacht würde, und dass das auch so eingetreten sei, was bei einer in Kleinasien nur partiellen Sonnenfinsternis wie der vom 16. März 581 v. Chr. nicht sinnvoll gewesen wäre.